# Homemade Dynamite
«Homemade Dynamite» —en español: Dinamita casera— es una canción de la cantautora neozelandesa Lorde de su segundo álbum, Melodrama (2017). Coescribió la canción con Tove Lo, Jakob Jerlström, Ludvig Söderberg y la coprodujo con Frank Dukes y el productor vocal Kuk Harrell. Los críticos describieron a «Homemade Dynamite» como una canción de R&B y synth pop con efectos de sonido vocales, percusión reverberada, un gancho entrecortado, florituras electrónicas, sintetizadores y ritmos de hip hop. En la letra, Lorde habla de tener una sensación de euforia en una fiesta en casa con amigos.
«Homemade Dynamite» recibió críticas favorables de los críticos musicales, quienes elogiaron su fuerte contenido lírico, la entrega vocal de Lorde y su producción. Si bien la pista no logró igualar el éxito del sencillo principal del álbum, tuvo posiciones menores en las listas de Portugal, Suecia y el Reino Unido. Lorde estrenó la canción en el Coachella Valley Music Festival y la interpretó en los MTV Video Music Awards 2017. «Homemade Dynamite» fue una de las seis canciones utilizadas como parte de una serie de Vevo reinventada en los Electric Lady Studios, donde grabó la mayor parte de su álbum.
Una versión remix de la canción con apariciones especiales de los artistas estadounidenses Khalid, Post Malone y SZA fue lanzada como el tercer sencillo del álbum el 15 de septiembre de 2017. Los críticos de música elogiaron su producción y el verso de cada invitado. Se desempeñó modestamente en las listas de récords internacionales, alcanzando el número 20 en Nueva Zelanda y en posiciones intermedias en Canadá y los Países Bajos, así como en el puesto 92 en el Billboard Hot 100 de EE. UU. Esta versión recibió una certificación doble platino en Australia y una certificación platino en Canadá y Nueva Zelanda.

## Antecedentes
En una entrevista con The Spinoff, Lorde describió "Homemade Dynamite" como el momento en el que "todos están en un buen nivel y tal vez los bordes afilados de la noche aún no se han mostrado del todo". Durante la producción, el cantante mencionó que la canción comenzó con un sonido "bootleg" pero pronto se convirtió en una "mezcla de pop brillante". El productor Frank Dukes trajo cajas de resonancia piratas con baterías que no eran de alta fidelidad y usaban puñaladas de teclado hacia las que Lorde gravitó. Para ella, la canción representó una desviación del tema de la ruptura del álbum, ya que se centró en la amistad. 
Al escribir «Homemade Dynamite», Lorde no tenía un escenario o tema específico en mente. Trabajó con la cantante de pop sueca Tove Lo y afirmó que ambos se entendían y pasaban un "tiempo maravilloso" escribiendo. A pesar de sus diferentes antecedentes musicales, a Lorde le intrigaba trabajar con alguien cuyo estilo de producción contrastara con el de ella. La canción fue escrita en Los Ángeles en un complejo propiedad del productor sueco Max Martin, que Lorde llamó «Gingerbread House». En el estudio, el micrófono tenía un colchón alrededor para efectos de cancelación de ruido. La crítica Claire Shaffer sintió que las "lindas" voces de la canción de 2012 de Purity Ring «Fineshrine» fueron una fuente de influencia en «Homemade Dynamite».

## Composición e interpretación lírica

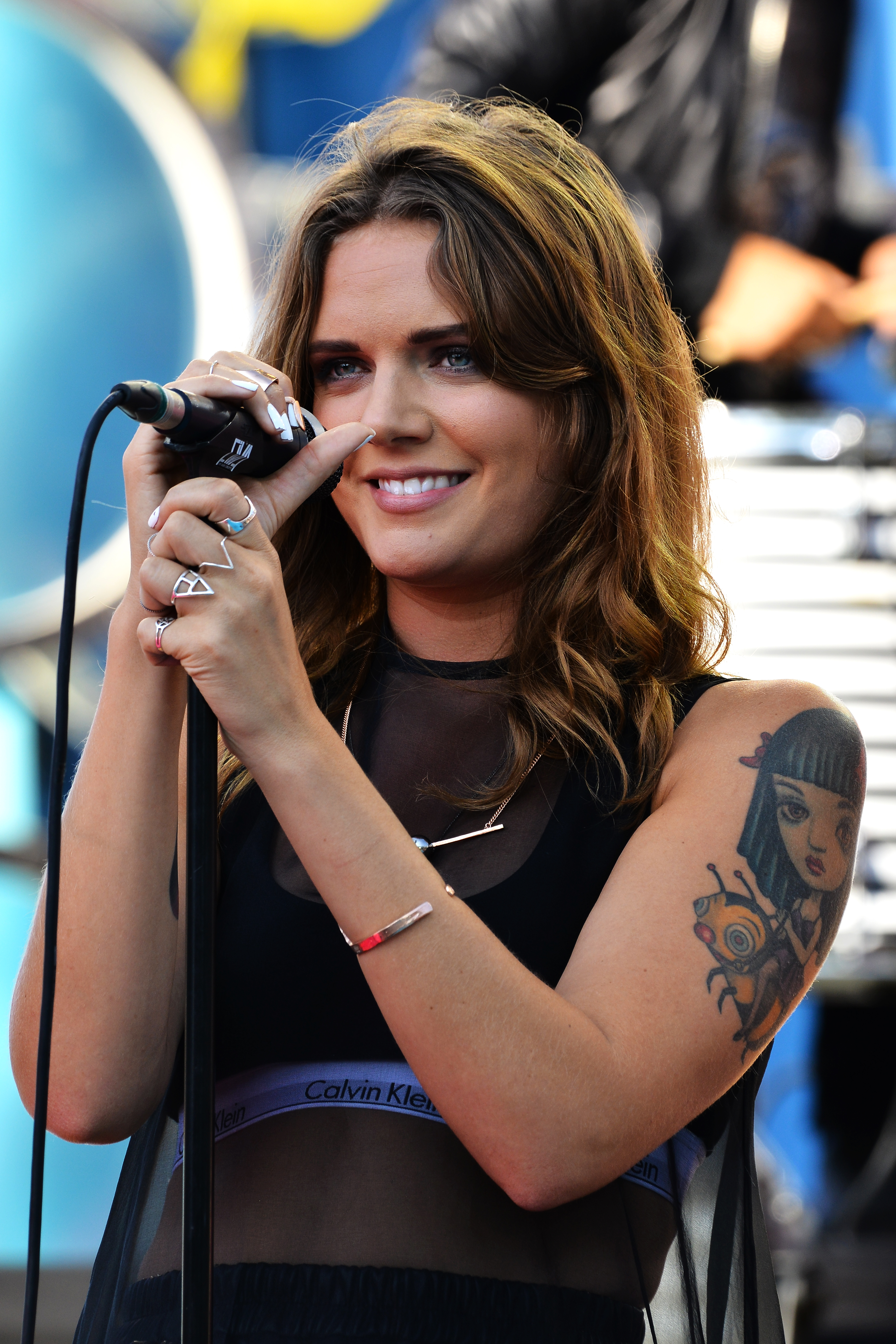
Lorde coescribió "Homemade Dynamite" con Tove Lo (en la foto de 2015).

La canción fue grabada en dos lugares de Estados Unidos. La grabación comenzó en Conway Recording Studios en Los Ángeles, California, con la ayuda de Tove Lo. El resto de la pista se completó en Electric Lady Studios, en Greenwich Village, Manhattan. Serban Ghenea mezcló la canción en MixStar Studios con la ayuda del ingeniero John Hanes. Laura Sisk se desempeñó como ingeniera de audio. Fue masterizado en Sterling Sound Studios por Randy Merrill. Otros miembros del personal incluyen a los compositores Jakob Jerlström y Ludvig Söderberg, Kuk Harrell, quien proporcionó la producción vocal, y el productor Frank Dukes.  Esta es la única pista del disco que no ha sido producida ni escrita por Jack Antonoff.
"Homemade Dynamite" está compuesto en tono de si bemol mayor con un tempo moderado de 108 pulsaciones por minuto. La voz de Lorde abarca un rango de F3 a D5 y su progresión de acordes sigue una secuencia básica de Cm – Gm – B♭. Fue descrita como una canción de ritmo medio R&B y synth-pop con efectos de sonido vocales, percusión reverberada un gancho staccato, florituras electrónicas, sintetizadores, y ritmos hip hop. El editor del Chicago Tribune, Greg Kot, señaló que la voz de Lorde se convierte en "canto de rap" en algunos de los versos de la canción,  mientras que el escritor Will Richards afirmó que sus "voces susurradas suenan como huracanes". David Greenwald de The Oregonian declaró que entregó la pista en falsete.
Varias publicaciones interpretaron las líneas "Puede que tu amigo conduzca, pero apenas puede ver / terminaremos pintados en la carretera en rojo y cromo, con todos los vidrios rotos relucientes", como una imagen que describe un accidente automovilístico en el que participaron Lorde y su nuevo enamoramiento. The Guardian comparó el escenario del accidente automovilístico con la canción de The Smiths de 1992 «There Is a Light That Never Goes Out». Al igual que «The Louvre», esta canción revela el sentido del humor y la intimidad de Lorde con el efecto de explosión que produce.

## Recepción de la crítica
«Homemade Dynamite» recibió críticas favorables de los críticos musicales. Will Hermes, de Rolling Stone, calificó la "pequeña explosión en medio de un silencio total" de la canción como la parte más llamativa del álbum. Hermes también escribió que la pista era "emblemática de un disco pop moderno que premia la intimidad de la vieja escuela". Dan Weiss de Consequence of Sound lo calificó de "excelente" y calificó el ruido de explosión de la boca del cantante como "adorable", mientras que el editor de Drowned in Sound, Joe Giggins, calificó el final de la canción como "electrizante". La escritora de pasta Emily Reily señaló que su producción trae un "coro absolutamente liberador".
The Guardian dijo que si bien la canción "no estaba mal", no había "nada melódica o sonora" que la distinguiera en una lista de reproducción de radio. La publicación la consideró la canción más débil del registro. Si bien Sputnikmusic fue más favorable hacia la canción, el sitio web compartió sentimientos similares sobre el "sentido de familiaridad" de la pista, pero declaró que era "bastante fuerte y bien ejecutada". A pesar de varias críticas mixtas, Rolling Stone incluyó a «Homemade Dynamite» en el número dos de su lista de fin de año. La publicación lo llamó un "thriller de synth-pop nerviosamente sexy". En su lista de las mejores canciones de la década de 2010, Rob Sheffield clasificó a "Homemade Dynamite" en el puesto 32. La canción fue clasificada como la decimocuarta mejor canción de 2017 por la estación de música alternativa australiana Triple J.

## Desempeño comercial
En el Reino Unido, la versión en solitario debutó en el número 82 en la lista de fecha 22 de septiembre de 2017. Se desempeñó de manera similar en otros países europeos como Suecia  e Irlanda, alcanzando su punto máximo en los números 84 y 61. La canción fue un éxito comercial en Bélgica,  sin embargo, se ubicó entre los cinco primeros en las dos listas principales del país. Al igual que la canción original, el remix tuvo posiciones menores en las listas de Canadá  y los Países Bajos,  donde se ubicó en el número 54 y 92. La canción alcanzó su punto máximo y debutó en el número 92 en el Billboard Hot 100, registrando 5.9 millones de transmisiones en Estados Unidos (un 697% más) y 10,000 ventas de canciones (un 276% más). El remix logró ingresar al top 20 en la nativa Nueva Zelanda de Lorde. También ocupó una posición moderada en Australia, alcanzando el puesto 23. Desde su lanzamiento, el remix ha recibido una certificación de platino doble en Australia, y una certificación de platino de Nueva Zelanda y Canadá.

## Presentaciones en vivo
Lorde interpretó «Homemade Dynamite» por primera vez en el Festival de Música de Coachella Valley. Ella lo presentó diciendo que estaba destinado a "capturar la sensación de una noche de fiesta, de lo alto a lo bajo" y la parte "donde todo está bien". La canción debía haberse estrenado en el restaurante y lugar de música Pappy & Harriet's en California, pero fue eliminada de la lista de canciones. Durante la actuación, Lorde usó un "pantalón plateado deslumbrante y una blusa estilo corpiño adornado", que The Daily Telegraph señaló como un cambio en su estilo de guardarropa. La actuación completa fue recibida con reacciones positivas de los críticos, y Entertainment Weekly lo calificó como uno de los aspectos más destacados del festival.
Durante su presentación en el Festival de Osheaga el 4 de agosto de 2017, Lorde invitó a Tove Lo a cantar un dúo de «Homemade Dynamite» con ella. La pista también se presentó en los MTV Video Music Awards 2017. Lorde dijo horas antes de la función que le diagnosticaron gripe. En lugar de cantar, optó por realizar un baile interpretativo. Se encontró con críticas contradictorias de la crítica y el público, muchos lo calificaron de "extraño" y el vocalista de Maroon 5 , Adam Levine, dijo que era "absolutamente horrible"; más tarde se convirtió en un meme. Lorde luego defendió su actuación en una entrevista de podcast, diciendo que los espectadores reaccionaron exageradamente a su baile. Dijo que era "un poco vergonzoso ver a alguien experimentar una alegría intensa" y cree que esa es la razón por la que la gente encuentra lo que ella hace "desconcertante". La canción fue parte de su lista de canciones de Melodrama World Tour (2017-2018). También interpretó «Homemade Dynamite», con otras seis canciones, como parte de una serie de Vevo reinventada en los Electric Lady Studios, donde se grabó la mayor parte del álbum.

## Remezclas
El 16 de septiembre de 2017, se lanzó una versión de remix con las voces de los cantantes estadounidenses Khalid, Post Malone y SZA. Lorde se burló de la pista por primera vez en Instagram después de los MTV Video Music Awards 2017, con la leyenda escrita con 21 asteriscos. Más tarde se reveló que este era el anuncio del remix. Esto marcó la primera colaboración de Lorde desde «Magnets» (2015) con Disclosure y la primera como artista principal. Fue lanzado como el tercer sencillo del segundo álbum de la cantante, Melodrama (2017).
La portada del remix presenta un "retrato de Polaroid en una habitación de globos de helio" con uno ocultando la cara de Lorde. La canción mantuvo sus ritmos originales, con una línea extra en el primer estribillo y tres versos más cantados por los artistas destacados. Khalid, SZA y Post Malone escribieron sus propios versos y Lorde cambió partes del coro, moviendo la línea "Ahora sabes que realmente va a explotar" al final de la canción como outro. En el iHeartRadio Music Festival 2017, Lorde sorprendió a la multitud al llevar a Khalid al escenario para cantar el remix.
El remix recibió críticas en su mayoría positivas de los críticos musicales. Varias publicaciones elogiaron los versos de los vocalistas invitados. La revista Billboard lo llamó un "hit de fiesta contagioso". Mike Wass de Idolator declaró que el remix tenía "todos los ingredientes [para] un éxito multiformato". Sarah Murphy de Exclaim dijo que los 'versos adicionales pusieron un nuevo giro en la pista pop melancólico, mientras que [también] conservando la capacidad de infección innegable de la original' versión. El editor de Noisey, Phil Witmer, calificó el remix de "explosivo", mientras que Uproxx lo calificó de "etéreo". Pigeons & Planes colocó el remix en su lista de Mejores Canciones de la Semana del 15 de septiembre de 2017. Charlotte Freitag, que escribió para la publicación, elogió el coro final que ofrece "asombrosas armonías en cuatro partes".

### Otras remezclas
La estación de radio australiana Triple J organizó un concurso poco después del lanzamiento del remix oficial de Lorde para encontrar el mejor remix para «Homemade Dynamite». Se enviaron más de 1,000 entradas. Se anunciaron cinco finalistas antes de la fecha de revelación: Aela Kae, Eilish Gilligan, Sweet Potato, Tone Youth y Vincent Sole. Lorde eligió a la ganadora, Sweet Potato, y dijo que su sumisión le recordaba la voz entrecortada y atornillada que usó como ritmo en su canción de 2013 «Million Dollar Bills». Lorde también le dio un "gran elogio" a Vincent Sole, encontrando su "ritmo house super interesante".

## Lista de canciones
| Descarga digital – Remix |                                                     |          |  |
| N.º                      | Título                                              | Duración |  |
| 1.                       | «Homemade Dynamite» (con Khalid, Post Malone y SZA) | 3:34     |  |

## Créditos y personal
Grabación y gestión
- Grabado en Conway Recording Studios (Los Ángeles, California) y Electric Lady Studios (Greenwich Village, Manhattan, NY)
- Mezclado en MixStar Studios (Virginia Beach, Virginia)
- Masterizado en Sterling Sound Studios (Nueva York)
- Publicado por Songs Music Publishing, Sony/ATV Songs LLC, Warner Chappell Music Scand (STIM), Wolf Cousins y producción vocal administrada para Suga Wuga Music, Inc.

Personal
Créditos adaptados de las notas del álbum de Melodrama.

## Posicionamiento en listas
| Listas (2017)                                                         | Mejor posición |
| --------------------------------------------------------------------- | -------------- |
| Austria (Ö3 Austria Top 40)                                           | 71             |
| Australia (ARIA) Khalid, Post Malone, and SZA remix                   | 23             |
| Canadá (Canadian Hot 100) Khalid, Post Malone, and SZA remix          | 54             |
| Bélgica (Flandes) (Ultratip Bubbling Under)                           | 5              |
| Bélgica (Valonia) (Ultratip Bubbling Under)                           | 3              |
| República Checa (Singles Digitál Top 100)                             | 46             |
| Irlanda (IRMA)                                                        | 61             |
| Países Bajos (Mega Single Top 100) Khalid, Post Malone, and SZA remix | 92             |
| Países Bajos (Mega Top 50)Khalid, Post Malone, and SZA remix          | 48             |
| Nueva Zelanda (Recorded Music NZ)                                     | 13             |
| Nueva Zelanda (Recorded Music NZ) Khalid, Post Malone, and SZA remix  | 20             |
| Portugal (AFP)                                                        | 68             |
| Eslovaquia (Singles Digitál Top 100)                                  | 42             |
| Suecia (Sverigetopplistan)                                            | 84             |
| Reino Unido (UK Singles Chart)                                        | 82             |
| Estados Unidos (Billboard Hot 100) Khalid, Post Malone, and SZA remix | 92             |

## Historial de lanzamientos
| Región         | Fecha                    | Formato                      | Etiqueta  | Ref.   |
| -------------- | ------------------------ | ---------------------------- | --------- | ------ |
| Varios         | 16 de septiembre de 2017 | Descarga digital             | Universal | [ 40 ] |
| Italia         | 13 de octubre de 2017    | Radio de éxito contemporáneo | Universal | [ 70 ] |
| Estados Unidos | 24 de octubre de 2017    | Radio de éxito contemporáneo | Republic  | [ 71 ] |